# Tityridae
Tityridae са семейство дребни до средноголеми птици от разред Врабчоподобни (Passeriformes).
Включва 11 рода с 45 вида, разпространени главно в гористи райони на Неотропическата област. Размерите им варират между 9,5 сантиметра и 10 грама при Iodopleura pipra и 24 сантиметра и 88 грама при Tityra semifasciata.

## Родове
Семейство Tityridae
- Oxyruncus - Остроклюни
- Onychorhynchus - Венценосни мухояди
- Myiobius
- Terenotriccus
- Tityra
- Schiffornis
- Laniocera
- Iodopleura
- Laniisoma
- Xenopsaris
- Pachyramphus